# Ron Yosef

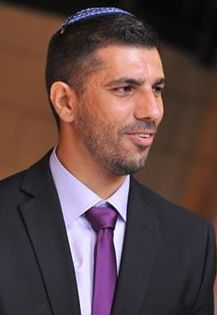
Ron Yosef

Ron Yosef (* 1974) ist ein israelischer Rabbiner.

## Leben
Yosef studierte nach seiner Militärzeit bei den Israelischen Verteidigungsstreitkräften an einer Jeschiwa in Israel. 2004 erhielt er seine Semicha zum orthodoxen Rabbiner. Yosef ist seit 2009 der erste offen homosexuell lebende Rabbiner im Religiösen Zionismus in Israel. Er gründete die jüdische Organisation Hod für orthodoxe homosexuelle Israeli. Mit seinem Lebensgefährten wohnt Yosef in Netanya.